# العلاقات اللاوسية الناوروية
العلاقات اللاوسية الناوروية هي العلاقات الثنائية التي تجمع بين لاوس وناورو.

## مقارنة بين البلدين
هذه مقارنة عامة ومرجعية للدولتين:
| وجه المقارنة                                              | لاوس        | ناورو                          |
| --------------------------------------------------------- | ----------- | ------------------------------ |
| المساحة (كم2)                                             | 236.80 ألف  | 21                             |
| عدد السكان (نسمة)                                         | 6.86 مليون  | 10.08 ألف                      |
| الكثافة السكانية (ن./كم²)                                 | 28.97       | 48.00 ألف                      |
| العاصمة                                                   | فيينتيان    | ضاحية يارين                    |
| اللغة الرسمية                                             | اللغة اللاو | اللغة الناورونية، لغة إنجليزية |
| العملة                                                    | كيب لاوي    | دولار أسترالي                  |
| الناتج المحلي الإجمالي (بليون دولار)                      | 16.85 مليار | 113.88 مليون                   |
| الناتج المحلي الإجمالي (تعادل القوة الشرائية) بليون دولار | 38.71 مليار | 162.98 مليون                   |
| الناتج المحلي الإجمالي الاسمي للفرد دولار أمريكي          | 1.82 ألف    | 9.83 ألف                       |
| الناتج المحلي الإجمالي للفرد دولار أمريكي                 |             |                                |
| مؤشر التنمية البشرية                                      | 0.575       |                                |
| رمز المكالمات الدولي                                      | +856        | +674                           |
| رمز الإنترنت                                              | .la         | .nr                            |
| المنطقة الزمنية                                           | ت ع م+07:00 | ت ع م+12:00                    |

## منظمات دولية مشتركة
يشترك البلدان في عضوية مجموعة من المنظمات الدولية، منها:
| علم المنظمة | اسم المنظمة                   | تاريخ انضمام لاوس | تاريخ انضمام ناورو |
| ----------- | ----------------------------- | ----------------- | ------------------ |
|             | بنك التنمية الآسيوي           | 1966              | 1991               |
|             | منظمة الشرطة الجنائية الدولية | ?                 | ?                  |
|             | يونسكو                        | 9 يوليو 1951      | 17 أكتوبر 1996     |
|             | منظمة حظر الأسلحة الكيميائية  | ?                 | ?                  |
|             | الأمم المتحدة                 | 14 ديسمبر 1955    | 14 سبتمبر 1999     |